# Witkeelstaartmees
De witkeelstaartmees (Aegithalos niveogularis) is een zangvogel uit de familie staartmezen (Aegithalidae). De vogel behoort niet tot de familie van echte mezen (Paridae), staartmezen vormen een eigen familie.

## Verspreiding en leefgebied
Deze soort komt voor in de noordwestelijke Himalaya van noordelijk Pakistan en noordwestelijk India.